# Say Na Na Na
«Say Na Na Na» (en español: Di Na Na Na) es una canción interpretada por el cantante turco Serhat. Esta canción representó a San Marino en el Festival de la Canción de Eurovisión 2019 en Tel Aviv.